# Barrow Hill (Dorset)
Barrow Hill – wieś w Anglii, w hrabstwie Dorset. Leży 27 km na wschód od miasta Dorchester i 160 km na południowy zachód od Londynu.